# Broumovské stěny
Broumovské stěny este o arie protejată (arie specială de conservare — SAC, sit de importanță comunitară — SCI) din Republica Cehă întinsă pe o suprafață de 1.357,12 ha, integral pe uscat.

## Localizare
Centrul sitului Broumovské stěny este situat la coordonatele 50°32′36″N 16°18′01″E / 50.543333°N 16.300278°E.

## Înființare
Situl Broumovské stěny a fost declarat sit de importanță comunitară în aprilie 2005 pentru a proteja un număr necunoscut de specii din flora spontană și fauna sălbatică aflate în arealul zonei. Situl a fost protejat și ca arie specială de conservare în iulie 2012.

## Biodiversitate
Situată în ecoregiunea continentală, aria protejată conține 5 habitate naturale: Peșteri inaccesibile publicului, Pajiști uscate europene, Pante stâncoase silicioase cu vegetație casmofită, Păduri de fag Asperulo-Fagetum, Păduri de fag Luzulo-Fagetum.
La baza desemnării sitului se află un număr nedeclarat de specii protejate.